# Писак
Писак је насељено место у саставу града Омиша, Сплитско-далматинска жупанија, Република Хрватска.

## Историја
До територијалне реорганизације у Хрватској налазио се у саставу старе општине Омиш.

## Становништво
На попису становништва 2011. године, Писак је имао 202 становника.
| Број становника по пописима | Број становника по пописима | Број становника по пописима | Број становника по пописима | Број становника по пописима | Број становника по пописима | Број становника по пописима | Број становника по пописима | Број становника по пописима | Број становника по пописима | Број становника по пописима | Број становника по пописима | Број становника по пописима | Број становника по пописима | Број становника по пописима | Број становника по пописима |
| --------------------------- | --------------------------- | --------------------------- | --------------------------- | --------------------------- | --------------------------- | --------------------------- | --------------------------- | --------------------------- | --------------------------- | --------------------------- | --------------------------- | --------------------------- | --------------------------- | --------------------------- | --------------------------- |
| 1857                        | 1869                        | 1880                        | 1890                        | 1900                        | 1910                        | 1921                        | 1931                        | 1948                        | 1953                        | 1961                        | 1971                        | 1981                        | 1991                        | 2001                        | 2011                        |
| 0                           | 0                           | 48                          | 79                          | 92                          | 227                         | 0                           | 0                           | 214                         | 212                         | 183                         | 147                         | 118                         | 116                         | 208                         | 202                         |

Напомена: У 1857, 1869, 1921. и 1931. подаци су садржани у насељу Локва Рогозница, као и део података од 1880. до 1910. и у 1948. Од 1948. исказује се као насеље.

### Попис1991.
На попису становништва 1991. године, насељено место Писак је имало 116 становника, следећег националног састава:
| Попис 1991.‍ | Попис 1991.‍ | Попис 1991.‍ | Попис 1991.‍ | Попис 1991.‍ |
| ----------- | ----------- | ----------- | ----------- | ----------- |
|             |             |             |             |             |
| Хрвати      | Хрвати      |             | 113         | 97,41%      |
| Муслимани   | Муслимани   |             | 1           | 0,86%       |
| Румуни      | Румуни      |             | 1           | 0,86%       |
| Срби        | Срби        |             | 1           | 0,86%       |
| укупно: 116 |             |             |             |             |